# Impatiens waldheimiana
Impatiens waldheimiana är en balsaminväxtart som beskrevs av Joseph Dalton Hooker. Impatiens waldheimiana ingår i släktet balsaminer, och familjen balsaminväxter. Inga underarter finns listade i Catalogue of Life.